# Hans-Dieter Dechent
Hans-Dieter Dechent (né le 13 juin 1940, mort le 20 septembre 2014 à Sarrebruck) est un entrepreneur allemand, propriétaire d'une équipe de course et pilote de course.

## Autohaus Dechent
Hans-Dieter Dechent  est le fils d'un concessionnaire automobile à Sarrebruck depuis 1921, Hans Dechent, l'époux d'une sœur de Fritz von Opel. L'entreprise se développe très rapidement. Avec le soutien financier de son beau-frère, l'un des ateliers automobiles les plus modernes du sud de l'Allemagne est créé en 1923 sur la Mainzer Strasse avec une superficie de 6 000 mètres carrés. Entre 1919 et 1923, la société avait vendu 100 BMW Dixi en quatre ans. En 1935, Dechent avait atteint un total de 4 500 voitures neuves Delahaye, Donnet-Contin et Chenard et Walcker. À partir de 1935, 1 000 unités par an sont vendues par l'intermédiaire de l'agence générale d'Opel.
Pendant la Seconde Guerre mondiale, l'entreprise est transférée de Sarrebruck à Saint-Wendel et Hombourg. Après la fin des hostilités, la famille revient à Sarrebruck. Le concessionnaire automobile continue à se développer dans les années 1970. Les marques Renault et Alfa Romeo ainsi que l'agence générale de General Motors rejoignent Opel. Volkswagen, Audi et Hyundai s'ajoutent plus tard. Le réseau de succursales s'étend au-delà de la Sarre.
Hans-Dieter Dechent est impliqué dans la gestion dans les années 1960. En 1969, il quitte l'entreprise. Avec l'héritage, il finance ses premières courses. Au cours de sa carrière de pilote de course, il rencontre Jack Brabham au milieu des années 1960 et reprend ses ventes de voitures de course en Allemagne. Les voitures de course Brabham Formule 3 et Formule 2 sont vendues à des conducteurs privés par l'intermédiaire du concessionnaire. L'un des produits de la collaboration est la Brabham Kadett B, une Opel Kadett B avec des améliorations au niveau du châssis, du moteur et de la transmission.

## Pilote de course
La carrière de pilote de Hans-Dieter Dechent débute en 1962. Jusqu'à la fin de sa carrière active en 1970, il finance toutes ses participations en course sur ses fonds propres. Dans les ateliers de concessionnaire automobile à Sarrebruck, il dirige dès le début une équipe de course, où les voitures de course sont préparés. Il fait ses premières courses en 1962 avec une Alfa Romeo Giulietta Sprint Speciale dans des courses GT en Allemagne de l'Ouest. Il prend son premier départ international lors de la course de 1 000 kilomètres de Paris en 1 000 kilomètres de Paris 1962, où il termine quinzième au classement général avec Ernst Furtmayr. Dans les années suivantes, il engage des voitures de course principalement dans le championnat d'Allemagne des voitures de tourisme et dans la course de côte. Il participe aussi au championnat du monde des voitures de sport pour la Scuderia Lufthansa de Robert Huhn. Il conduit pour Huhn dans la course de 1000 km du Nürburgring en 1964, 1965 et 1966.
En 1967, il devient associé de la Scuderia Lufthansa et soutient l'équipe avec de généreuses ressources financières. Cette année-là, la collaboration entre Decent et le département course de Porsche est née. En 1967, la flotte de la Scuderia Lufthansa comprend une Porsche 911 et les modèles de voitures de sport 906 et 910. Lors des 1 000 kilomètres du Nürburgring 1967, le duo Huhn/Dechent au volant de la Porsche 906 termine sixième au général, à deux tours des vainqueurs Udo Schütz et Joe Buzzetta, qui pilotaient une 910.
Dechent est actif en tant que pilote jusqu'à la fin de la saison de course 1970. Il prend son dernier départ en course lors de la course de 100 km à Mayence-Finthen en 1970, où il a terminé deuxième au général dans une Porsche 908/03 derrière Jürgen Neuhaus, qui conduisait une Porsche 917. Entre 1967 et 1970, il est régulièrement engagé dans le championnat du monde de voitures de sport. Avec Gerhard Koch (de) (Porsche 907), il termine troisième au classement général des 1 000 kilomètres de Monza 1967 et dans la Porsche 908/02 lors de la course de 9 heures de Kyalami. Sa dernière course de voitures de sport est les 1 000 kilomètres de Spa 1970, où il termine onzième au général avec Helmut Marko.

## Martini Racing
Hans-Dieter Dechent fait venir le fabricant italien de spiritueux Martini & Rossi dans le sport automobile en tant que sponsor. Il réussit à convaincre l'entreprise italienne de financer sa nouvelle équipe de course Porsche. L'International Martini Racing Team commence avec des modèles Porsche 908 dans le championnat du monde des voitures de sport. L'équipe fait ses débuts avec une septième place pour Gerhard Koch, Gérard Larrousse et Richard Attwood aux 12 Heures de Sebring 1970.
Pour les 24 Heures du Mans 1970, Dechent souhaite acheter une autre 908 à Porsche à Zuffenhausen. Cependant, Ferdinand Piëch le convainc d'investir son argent dans une nouvelle Porsche 917 longue queue. Dechent accepte et la voiture est livrée blanche. Conçue par Anatole Lapine, designer en chef de Porsche, la voiture est peinte dans des couleurs psychédéliques vertes, bleues et violettes. En course, Gérard Larrousse et Willi Kauhsen classent la voiture à la deuxième place du général. La Dechent-908 pilotée par Rudi Lins et Helmut Marko est troisième. Après la fin de la saison, Louise Piëch dissout la branche autrichienne de l'équipe d'usine Porsche et vend les véhicules et le matériel à Dechent.
Lors du championnat du monde de voitures de sport de 1971, l'équipe Dechent est conjointement responsable de la nouvelle victoire de Porsche au championnat du monde avec trois victoires dans la saison à Sebring, au Mans et sur le Nürburgring. Cependant, l'effort est énorme. En plus des revenus de parrainage, Dechent investit 6 millions de marks allemands dans l'équipe de course. Après les 1000 km de Zeltweg 1971, le budget est épuisé et Dechent dissout l'équipe de course.

## Après Martini Racing
Après la fin de l'équipe de course, Dechent occupe divers postes dans le sport automobile. Pendant près de deux décennies, il est le bras droit de Reinhold Joest dans son équipe de course, Joest Racing. Il coordonne les courses du Championnat du monde des voitures de sport et les courses de voitures de sport en Amérique du Nord. Il est le premier président et plus tard promoteur de l'Interserie. Il fait partie de l'équipe qui remporte les 24 Heures du Mans 1994. Dans ses dernières années, il soutient la carrière de pilote de Christian Hohenadel, également originaire de Sarrebruck.
Dechent, qui s'est marié deux fois (une fois divorcé, une fois veuf) et a un fils, meurt à Sarrebruck à la fin de l'été 2014 après une longue maladie.